# Leonardo De Lorenzo
Leonardo De Lorenzo (29 de agosto de 1875 - 29 de julio de 1962) fue un flautista clásico y profesor de música italiano.

## Biografía
Nacido en Viggiano, en la provincia de Potenza, De Lorenzo comenzó a tocar la flauta a los 8 años y se fue a Nápoles para asistir al Conservatorio de San Pietro a Maiella. A los 16 años, emigró a los Estados Unidos, trabajando en un hotel en Cerulean, Kentucky, pero en 1896 regresó a Italia para unirse al servicio militar en Alessandria, convirtiéndose en un miembro de una banda militar dirigida por Giovanni Moranzoni.
Posteriormente, inició su propia carrera y estuvo de gira en Italia, Alemania, Inglaterra y Sudáfrica. Se unió a la orquesta en Ciudad del Cabo a los 25 años. En 1907, regresó a Nápoles para completar sus estudios, luego se fue de nuevo a los Estados Unidos, convirtiéndose en el primer flautista de la Orquesta Filarmónica de Nueva York, dirigida por Gustav Mahler, y tocó con la Orquesta Sinfónica de Nueva York, en sustitución de Georges Barrère.
También fue flautista en la orquesta de Minneapolis, Los Ángeles y Rochester. En 1914, durante su colaboración con la Orquesta Sinfónica de Minneapolis, conoció a Maude Peterson, una pianista que con frecuencia lo acompañó y se convirtió en su esposa. En 1917, el Club de flauta de Los Ángeles interpretó un musical en su honor y De Lorenzo fue nombrado el primer miembro honorario de la asociación.
De 1923 a 1935 fue profesor de flauta en la Escuela de Música Eastman y, después de su retiro, se centró en la composición y redacción de publicaciones teóricas. Obras como Saltarello y Pizzica-pizzica son un homenaje a los sonidos característicos de la música tradicional de su pueblo natal. Todo su material de investigación fue donado a la Universidad del Sur de California, el 25 de octubre de 1953.
En el mismo año, recibió un doctorado honorario de la Academia Internacional Washington de Roma  era el padrino del club de flauta recién formado en Milán. El 29 de agosto de 1955, El Club de flauta de Los Ángeles organizó un concierto tocando sus composiciones por su  cumpleaños n.º 80. De Lorenzo murió en su casa en Santa Bárbara, California. 
El Concurso Internacional de Flauta «Leonardo De Lorenzo», que se celebra cada dos años en Viggiano, es en su honor.

## Composiciones
- Appassionato, para flauta, op. 5
- Giovialità, para flauta y piano, op. 15
- Saltarello, para flauta, op. 27
- Carnevale di Venezia, para flauta
- Nove grandi studi
- I tre virtuosos, para tres flautas, op. 31
- Me di seguaci Pan, durante cuatro flautas, op. 32
- Non plus ultra, para flauta, op. 34
- Pizzica-Pizzica, para flauta, op. 37
- Suite mitológica, para flauta, op. 38
- Idillio, para flauta y piano, op. 67
- Improvviso, para flauta y piano, op. 72
- Sinfonietta (Divertimento Flautistico), para cinco flautas, op. 75
- Trio Excéntrico, para flauta, clarinete y fagot, op. 76
- Trio Romántico, para flauta, oboe y clarinete, op. 78
- I quattro virtuosos (Divertimento fantastico), para flauta, oboe, clarinete y fagot, op. 80
- Capriccio, para cuatro flautas, op. 82